# Deaflympics d'été de 1939
Les Deaflympics d'été de 1939, officiellement appelés les V International Silent Games, a lieu le 24 août 1939 au 27 août 1939 à Stockholm, en Suède.
Ces jeux rassemblent 250 athlètes de 13 pays. Ils participent à six sports et sept disciplines qui regroupent un total de quarante-quatre épreuves officielles.

## Événement

### Cérémonie d'ouverture

Logo créé en 1939

Fernand Chante a conçu le drapeau du Comité international des sports des sourds (CISS), comportant le logo de CISS en deux couleurs : bleu et vert. Ce drapeau est utilisé pour la première fois en cérémonie d'ouverture. Le roi Gustave-Adolphe de Suède est présent aux Deaflympics, c'est la première fois que les Deaflympics accueillent une représentation royale.

### Les dernières Deaflympics avant la Seconde Guerre mondiale
La Seconde Guerre mondiale provoque la suspension des Deaflympics d'été. Le CISS ne peut pas s'organiser pendant la guerre à cause de l'Allemagne nazie qui occupe une grande partie de l'Europe (similairement, les Jeux olympiques n'ont pas lieu pendant la guerre). Les Deaflympics d'été reprennent en 1949, après que la même année en janvier, les Jeux d'hiver sont créés.

## Sport
Les Deaflympics d'été de 1939 a sept disciplines dont six individuelles et une en équipe.

### Sports individuels
- Athlétisme
- Cyclisme sur la route
- Natation
- Plongeon
- Tennis
- Tir sportif

### Sports en équipe
- Football

## Pays participants
Les Deaflympics d'été de 1939 ont accueilli 250 athlètes de 13 pays : 
- Allemagne
- Belgique
- France
- Norvège
- États-Unis
- Suède
- Danemark
- Royaume-Uni
- Finlande
- Roumanie
- Pologne
- Estonie
- Lettonie

## Compétition

### Tableau des médailles
- Pays organisateur (Suède)

| Rang    | Nation      | Or | Argent | Bronze | Total |
| ------- | ----------- | -- | ------ | ------ | ----- |
| 1       | Allemagne   | 16 | 11     | 8      | 35    |
| 2       | Suède       | 13 | 11     | 6      | 30    |
| 3       | Finlande    | 5  | 5      | 4      | 14    |
| 4       | Royaume-Uni | 4  | 3      | 5      | 12    |
| 5       | France      | 3  | 9      | 7      | 19    |
| 6       | Belgique    | 2  | 1      | 2      | 5     |
| 7       | Norvège     | 1  | 2      | 3      | 6     |
| 8       | Danemark    | 0  | 1      | 2      | 3     |
| 9       | États-Unis  | 0  | 1      | 0      | 1     |
| 10      | Pologne     | 0  | 0      | 4      | 4     |
| 11      | Roumanie    | 0  | 0      | 0      | 0     |
| 11      | Estonie     | 0  | 0      | 0      | 0     |
| 11      | Lettonie    | 0  | 0      | 0      | 0     |
| Total： | Total：     | 44 | 44     | 41     | 129   |

### La France aux Deaflympics
Il s'agit de sa 5e participation aux Deaflympics d'été. 26 athlètes français étaient venus pour concourir sous le drapeau français, et ils ont pu remporter trois médailles d'or, neuf médailles d'argent et sept médailles de bronze.